# SAC–D
SAC–D (Vízöntő) argentin meteorológiai műhold.

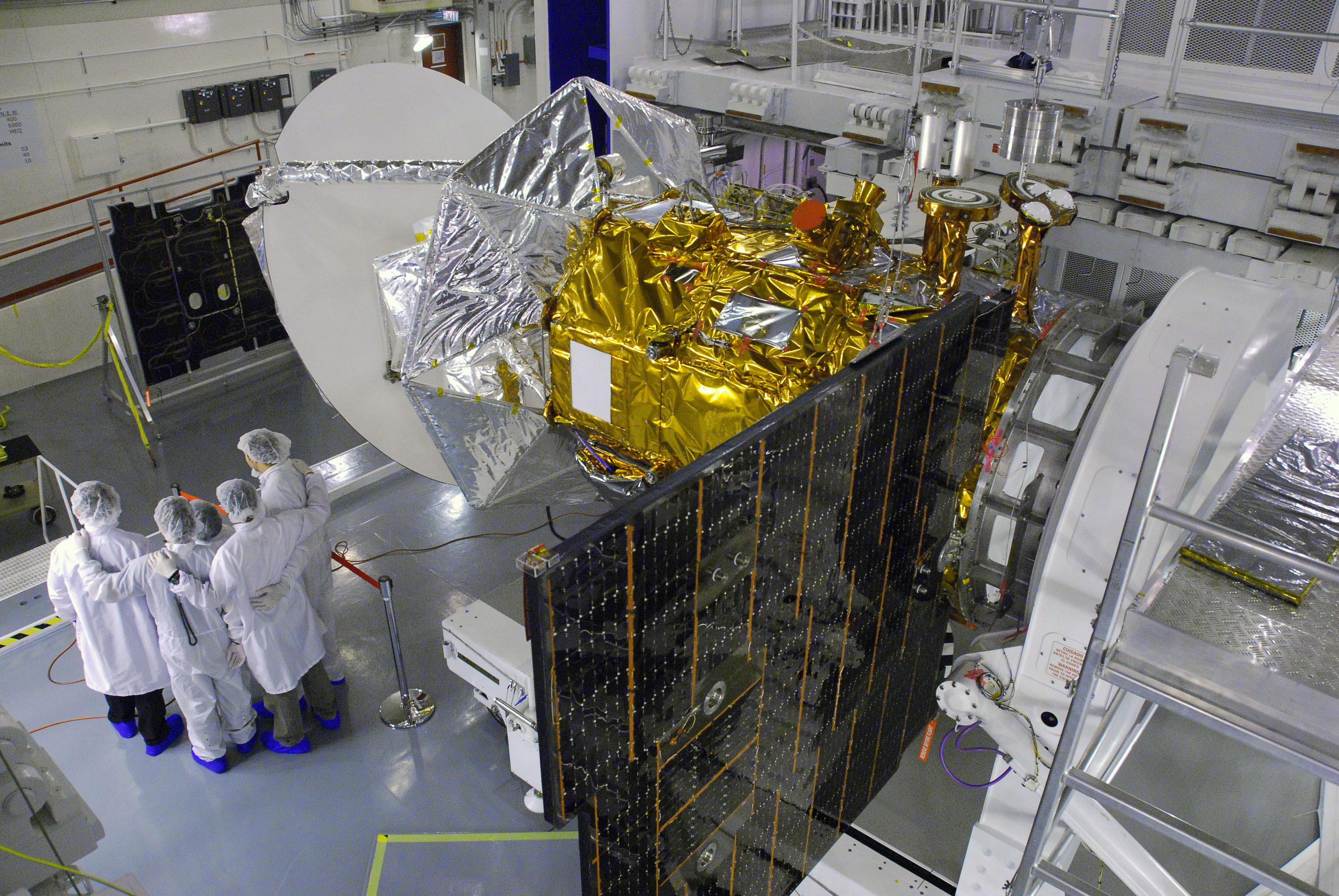

## Küldetés
A fő cél meteorológiai felvételek készítése a Föld felső légrétegeiről, az óceánok vizsgálata, környezetvédelmi, természeti katasztrófák jelezése.

## Jellemzői
A műholdakat építette az INVAP SA, San Carlos de Bariloche, (Rio Negro). Üzemeltette a polgári Comisión Nacional de Actividades Espaciales (CONAE) (Buenos Aires). A hordozóeszközt NASA–GSFC (Goddard Space Flight Center) biztosította, működtetésben közreműködött a Massachusetts Institute of Technology (MIT).
Megnevezései:  SAC–D (Satelite de Aplicaciones Scientifico); Aquarius; Aquarius/SAC–D; COSPAR: 2011-024A. SATCAT kódja: 37673.
2011. június 10-én (Kaliforniából) a Vandenberg légitámaszpontról LC–2W (LC–Launch Complex) jelű indítóállványról az Delta–2 (7320-10C) hordozórakéta fedélzetén emelkedett  alacsony Föld körüli pályára (LEO = Low-Earth Orbit). Az orbitális egység kezdeti pályája 97,80 perces, 98 fokos hajlásszögű, szinkron pálya perigeuma 653 kilométer, az apogeuma 655 kilométer volt.
A mérések célterületei: a tengerek sótartalmának és felszíni hőmérsékletének mérése, a szél, a jég a nedvesség jelenléte a légkörben. Továbbá mérte a sarki régiók jéghelyzetét, a talajnedvességet.
Háromtengelyesen forgás stabilizált űregység. Alakja egy nyolcszögletű prizma, átmérője 2,7, teljes magassága 4,5 méter, teljes tömege 1352 kilogramm. Szolgálati idejét 5 évre tervezték. Az űreszközhöz napelemeket rögzítettek, éjszakai (földárnyék) energia ellátását újratölthető kémiai akkumulátorok biztosították. Telemetriai rendszere antennái segítségével folyamatosan biztosította, hogy az adatok a vevőállomásokra jussanak.

### Műszerezettsége
1. mikrohullámú radiométer (Microwave Radiometer – MWR),
2. infravörös érzékelő (New Infra-Red Sensor Technology – NIRST),
3. nagy érzékenységű kamera (High Sensitivity Camera – HSC),
4. meteorológiai állomások adatainak és információinak  automatikus gyűjtése, Földre sugárzása (Data Collection System – DCS),
5. az űregység működését mérő műszerek,
6. rádiós csillagászati megfigyelés – Olaszország
7. az űregységre ható mikrogravitációs hatások mérése (CARMEN–1) – Franciaország,